# 實用面積
實用面積（英語：Saleable area） ，意指建築物業中，可單獨佔用的實際面積。實用面積是從建築面積中扣除建築物的公共空間例如會所、電梯大堂及天台、天井、台階等分攤面積，計算得出的面積範圍，但不同地區對「實用面積」的定義存在分別，而「實用率」百份比亦沒有充一標準。
實用面積包括「不實用」的以外牆起量度的牆壁厚度面積。因此，內攏面積（可鋪地毯面積 Carpeted Area）才能真正反映室內的可用面積。

## 香港
在香港，「實用面積」原指以外牆起量度的私人擁有部份的範圍，但由於發展商的種種利益關係，現時的「實用面積」亦包括了一些以往不被納入的範圍，如「私人會所」等。在一九九七年後，香港政府對房地產政策作出多項改變，對多項樓房的設施減免地價，故現時新樓房幾乎一定附有一些計入「實用面積」的設施，包括「窗台」、「露台」等。由於該等設施不能完全被利用，因此即使有相同的「實用面積」，新樓房的內攏面積亦總較舊樓房的小，此現象俗稱為「發水」。
於2008年，香港政府規管住宅實用面積定義為是單位的面積，以及露台及工作平台面積的總和；物業的其他地方，如窗台、空調機房面積，不包括在實用面積內，並須逐項列出。而公用地方不計算在內。
立法會房屋事務委員會在2010年開始建議一系列措施以規管一手樓買賣，其中包括將傳統上以建築面積改為由實用面積定價等，以令買家更能得知付出價格與所購樓宇面積的關係，然而業界如地產建設商會等認為新措施會令消費者難以把單位與二手單位比較，也對法團計算管理費等有影響，並反建議將公用面積細項分拆列出和只管樓花而不監管現成樓宇，但亦有研究指所謂新舊樓宇定價將會混亂不應存在，因以往以建築面積定價時買家早已將建築與實用部份自行比較而調整心目中價值，所以實用面積較高的舊樓宇的尺價會比新建成發水較多的樓宇為高，而統一以實用面積定價不會引起混亂亦可免去買家自行量度、調查的成本，而這說法在現實中高尺價亦反映在如太古城中心等以實用率高見稱的物業樓價上。

### 法例
香港法例第621章《一手住宅物業銷售條例》第8條，

實用面積（saleable area）就任何住宅物業而言—
(a) 指該物業的樓面面積;
(b) 包括以下每一項的樓面面積（但只在它構成該物業的一部分的範圍內才包括）—
(i) 露台;
(ii) 工作平台;
(iii) 陽台;及
(c) 不包括附表2第1部所指明的每一項目的面積（但只在它構成該物業的一部分的範圍內才不包括）。

附表2第1部：為實用面積的定義目的而指明的項目
1. 空調機房
2. 窗台
3. 閣樓
4. 平台
5. 花園
6. 停車位
7. 天台
8. 梯屋
9. 前庭
10. 庭院